# Perissomastix dentifera
Perissomastix dentifera är en fjärilsart som beskrevs av László Anthony Gozmány och Lajos Vári. Perissomastix dentifera ingår i släktet Perissomastix och familjen äkta malar. Inga underarter finns listade i Catalogue of Life.